# НК-33
НК-33 (11Д111) — советский жидкостный ракетный двигатель (ЖРД), разработанный СНТК им. Н. Д. Кузнецова для советской пилотируемой лунно-посадочной программы Н1-Л3.
Применялся в первой ступени РН Союз-2.1 В, планировался к применению в РН «Союз-2-3».
Применялся в первой ступени РН Антарес (Taurus II) компании Orbital Sciences Corporation.

## Основные сведения
Разработан на базе двигателя НК-15, устанавливавшегося на 1-й ступени ракеты-носителя (РН) Н-1. После четырёх испытательных полётов Н-1 (с использованием НК-15), завершившихся авариями, работы по ней были прекращены, несмотря на то, что была изготовлена следующая ракета с установленными двигателями НК-33, отличавшимися возможностью проведения многократных огневых испытаний и увеличенным ресурсом (некоторые экземпляры НК-33 наработали в общей сложности до 14 тыс. секунд [3 часа 53 мин 20 с]).
«Николай Дмитриевич Кузнецов в своё время решил это доказать, были проведены длительные испытания до отказа. НК-33 отработал без съёма со стенда 16 пусков, наработал 15 тысяч секунд [4 часа 10 минут]»
Двигатель НК-33 имеет чрезвычайно высокую надежность — 999,4.
Однокамерный двигатель закрытого цикла работает на паре кислород-керосин c дожиганием окислительного газа. Не имеет ни рулевых камер, ни поворотных сопел — при изначальном применении на ракете-носителе Н1 для управления по каналам тангажа и рысканья использовалось рассогласование тяги противоположных двигателей.
Изначально не планировалось возобновление производства этого ЖРД и предполагалось использование готовых двигателей со склада из запаса для ракеты Н1 советской лунной программы. Однако в 2009 году появились сообщения о планах начать производство НК-33 в России в интересах российских и зарубежных заказчиков начиная с 2014 года.
По состоянию на 26 апреля 2012 года двигатель НК-33А завершил цикл межведомственных испытаний.

В апреле 2013 года Владимир Солнцев (НПО «Энергомаш») сообщил, что производство НК-33 возобновляться не будет. По исчерпании запаса старых двигателей (их имеется около 20 штук) на Союз-2.1в будет устанавливаться новый двигатель РД-193, разрабатываемый на основе РД-191.
Экспорт
В августе 2014 года на площадке в посёлке Винтай прошли новые испытания двигателя НК-33 специалистами ОАО «Кузнецов» при участии специалистов американской двигателестроительной компании «Аэроджет Рокетдайн». В изделие были введены новые узлы камеры сгорания: коллектор и некоторые детали агрегатов двигателя. Двигатель отработал успешно, подтвердив все требуемые параметры, общая наработка по итогам трёх стендовых проверок составила 616 секунд..
В середине апреля 2018 года вице-премьер Дмитрий Рогозин, отвечая на вопрос СМИ о цене двигателя для США, ответил, что это коммерческая тайна, но примерная цена составляла 10 млн долл.

## Модификации НК-33

### НК-33-1
НК-33-1 — разработанная СНТК им. Н. Д. Кузнецова модификация двигателя НК-33. Планируется применение этой модификации на второй ступени ракеты-носителя «Союз-2-3» (ранее РН «Аврора»).
Эта модификация, в отличие от базового НК-33, имеет узел управления вектором тяги (карданный шарнир для отклонения камеры) и выдвигающийся насадок для оптимизации степени расширения сопла на высоте больше 10 км.
Давление в камере сгорания — 175 кгс/см2.
Тяга:
- у Земли — 185 тс,
- в вакууме — 202,6 тс.

Удельный импульс тяги:
- у Земли — 304,9 c,
- в вакууме — 333,9 c.

Масса двигателя:
- залитого — 1715 кг.

### НК-33А
Модификация двигателя НК-33, производство которой планируется для российских космических программ, а также для потенциальных зарубежных заказчиков. В апреле 2012 года завершены межведомственные испытания двигателя НК-33А.

### AJ-26
AJ-26 — семейство разработанных компанией Аэроджет и лицензированных в США модификаций двигателя НК-33 (AJ26-58, AJ26-62) для использования на американских ракетах-носителях (в том числе Антарес), создаваемых путём снятия некоторой оснастки с оригинальных НК-33 (из числа 37 экземпляров, приобретённых у СНТК им. Н. Д. Кузнецова), добавления американской электроники, проверки двигателя на совместимость с производимым в США топливом, а также оснащения карданным шарниром для управления вектором тяги (аналогично НК-33-1).
Первый полёт РН «Антарес» с двумя двигателями AJ-26 состоялся 21.04.2013.
Всего было совершено 5 запусков «Антарес» с использованием AJ-26. После пятого запуска (28 октября 2014), завершившегося поломкой в турбонасосном агрегате на 6-й секунде полёта, что стало причиной потери ракеты и груза, было принято решение отказаться от использования двигателя AJ-26.